# Dębokierz
Dębokierz – wieś w Polsce położona w województwie lubuskim, w powiecie sulęcińskim, w gminie Krzeszyce.
W latach 1975–1998 miejscowość administracyjnie należała do województwa gorzowskiego. 
Według Narodowego Spisu Powszechnego Ludności i Mieszkań z 2011 roku liczba ludności we wsi Dębokierz to 60, z czego 45,0% mieszkańców stanowią kobiety, a 55,0% ludności to mężczyźni. Miejscowość zamieszkuje 1,3% mieszkańców gminy.
W miejscowości był przystanek kolejowy Dębokierz.